# Crise espanhola de 1917
A Crise de 1917 é o nome que se dá pela historiografia espanhola ao conjunto de acontecimentos que tiveram lugar no verão de 1917 na Espanha, destacadamente três desafios simultâneos que fizeram colocar em situação de perigo o governo e inclusive ao mesmo sistema da Restauração: um movimento militar (as Juntas de Defesa), um movimento político (a Assembleia de Parlamentares que teve lugar em Barcelona convocada pela Une Regionalista), e um movimento social (a greve geral revolucionária). Coincidiram com uma conjuntura internacional especialmente crítica nesse mesmo ano, possivelmente um dos mais cruciais em toda a História. Em mudança, a historiografia mundial não costuma empregar o nome de crise para este período, reservando para algumas questões pontuas relacionadas com a Primeira Guerra Mundial: a crise de reclutamiento em Canadá e a crise de construção naval em Estados Unidos. Há que recordar que Espanha se manteve neutro durante todo o conflito. A crise espanhola de 1917 se enquadra na crise da Restauração.

## Conjuntura internacional

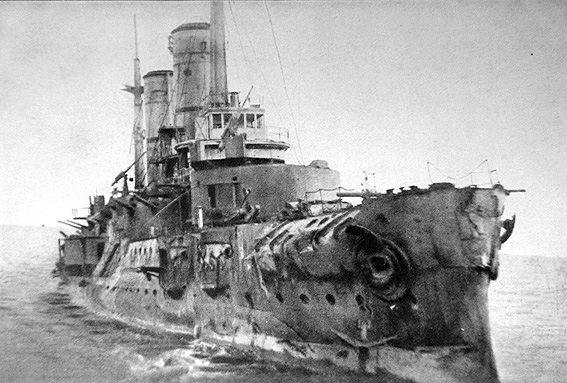
O Slava, barco de guerra russo, inutilizado pelos alemães no Báltico, outubro de 1917.

Na Rússia, a Revolução de fevereiro de 1917 tinha derrubado a autocracia zarista, e o governo de Kerenski tentava construir um sistema democrático ao mesmo tempo em que continuava a guerra contra os Impérios Centrais (desastrosa em termos militares, econômicos e humanos, e a cada vez mais impopular). O descontentamento crescente estava a ser aproveitado pelos bolcheviques (produz-se a famosa viagem de Lenin que atravessa Europa num vagão sellado), que atingirão o poder na Revolução de Outubro do mesmo ano.
A Primeira Guerra Mundial atravessava uma fase de incerteza, pois a vantagem alemã na frente oriental (que em pouco tempo seria total, depois da paz por separado -Tratado de Brest-Litovsk, 3 de março de 1918- negociada com os soviéticos) se compensava pela entrada em guerra dos Estados Unidos (6 de abril), que desequilibraria a frente ocidental.
Sem que nesse momento se manifestassem seus efeitos, no inverno de 1917-1918 se iniciou o que no biênio seguinte (1918-1919) revelou-se como a mais mortífera epidemia da Idade Contemporânea (aliás a última mortalidade catastrófica da história): a gripe espanhola, telefonema assim porque foram os jornais espanhóis, os únicos não submetidos a censura de guerra ao ser Espanha neutro, os primeiros em falar dela. O número de mortos (entre 50 e 100 milhões) superou amplamente aos causados pela guerra; mas esta, em grande parte, contribuiu a expandir a epidemia por todo mundo a uma escala e velocidade nunca dantes experimentadas. Os efeitos em Espanha foram graves: 8 milhões de contagiados e 300.000 mortos (reduzidos a 147.114 nas estatísticas oficiais).

## A crise na Espanha

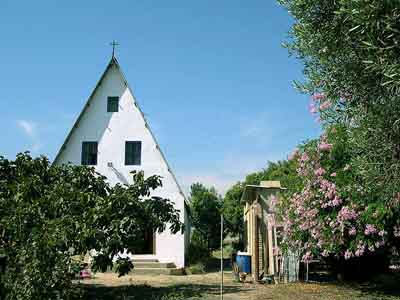
Barraca da horta valenciana. Esta precária construção rural tradicional continuava representando o atraso estrutural da agricultura em Espanha e as míseras condiciones de vida da maior parte da população, como denunciava a novela social (Vicente Blasco Ibáñez tinha publicado A Barraca em 1898 e Canas e Varro em 1902). Os emigrantes às zonas urbanas e industriais -Catalunha, País Basco e Madri- tinham começado a constituir um crescente proletariado com uma consciência de classe a cada vez mais organizada.

### Economia e sociedade
A neutralidade espanhola tinha fomentado as exportações de todo o tipo de produtos, desde matérias primas (agrícolas e mineiras) até certas manufaturas da incipiente industrialização -concentrada no têxtil catalão e a siderurgia basca-; e as atividades terciárias (fletes navais e serviços bancários). O saldo da balança comercial passou de ser negativo em mais de cem milhões de pesetas a ser positivo em quinhentos milhões. A boa época para os negócios favorecia à burguesia industrial e comercial ou a oligarquia terratenente e financeira, mas ao mesmo tempo produziu uma escalada de preços (o crescimento da produção real de bens e serviços não se traduz em aumento de oferta interna pelas exportações) que não ia acompanhada por subidas similares nos salários. Enquanto os benefícios atingiram taxas de crescimento extraordinariamente importantes, desceu notavelmente o nível de vida das classes populares, fundamentalmente do proletariado urbano e industrial, que ainda assim era o que demonstrou mais capacidade de pressão para manter continuadas subidas salariais. No campo, a situação era diferente: o efeito inflacionista era maior, mas a disponibilidade mais direta de alimentos amortecia suas consequências para o campesinato no caso dos pequenos proprietários ou arrendatários (predominantes na estrutura agrária do norte de Espanha), que puderam inclusive se ver beneficiados; mas não assim, sinão todo o contrário para os jornaleiros sem terra, a parte fundamental da população ativa na metade sul de Espanha (sobretudo em Andaluzia ou Extremadura). Os resultados do processo, visíveis de forma aguda já em 1917, foram uma violenta redistribuição de rendas a escala nacional (tanto entre classes sociais como entre territórios), com agravação progressiva das tensões campo-cidade (êxodo rural, contraste do nível de desenvolvimento entre a nascente indústria e a agricultura atrasada) e centro-periferia.

### Três desafios

#### Desafio militar: as Juntas de Defesa
Criaram-se as Juntas de Defesa, um movimento sindical militar não previsto na legislação, no que era um claro desafio ao governo do liberal Manuel García Prieto que, impotente para as controlar, se viu obrigado a demitir. Sua substituição, o conservador Eduardo Dato, optou por legalizá-las.
As juntas (que utilizavam um nome muito usual entre as instituições espanholas, e prestigiado pela história na rebelião popular da Guerra de Independência) diziam defender os interesses dos oficiais de graduação intermediária, ainda que sua vocação de intervir em política era evidente.
Um dos temas de maior capacidade mobilizadora dentro do exército tinha vindo sendo seu obsessão pela unidade nacional, manifestada com clareza desde a agressão ao jornal satírico catalanista Cu-Cut! (1905), depois da que o governo cedeu para contentar com a promulgação da Lei de Jurisdições, que submetia à justiça militar as ofensas orales ou escritas à unidade da pátria, a bandeira e a honra do exército. A situação social dos militares era peculiar, pois enquanto seus colegas de praticamente todo mundo ascendiam rapidamente por méritos de guerra e pela necessidade de enquadrar gigantescas massas de soldados, eles se viam reduzidos à inacción, que nem sequer podia compensar com os destinos em colônias, já que se tinham perdido na Guerra Hispano-Estadounidense de 1898. Aliás, tinha uma verdadeira "megacefalia" (16.000 oficiais para 80.000 soldados; enquanto a mobilizada França dispunha só de 29.000 para meio milhão). Dentro do exército espanhol, viam-se situações de agravio comparativo entre os únicos destinos coloniais (em Marrocos) e o resto. A inflação ia minando a cada vez mais o poder adquisitivo dos salários dos militares, que a diferença dos mais flexíveis contratos dos operários, dependiam dos rígidos Orçamentos Gerais do Estado.
A atividade das Juntas começou no primeiro trimestre de 1916 como consequência de umas provas de aptidão para o comando, parte de um programa de modernização impulsionado pelo governo do Conde de Romanones. Este aceitou seus protestos num princípio, mas vendo o perigo de um movimento cuasi-sindical no exército, ordenou a dissolução das Juntas, sem nenhuma efetividade. Ainda em situação ilegal, tinham aumentado seu tom desde finais de 1916, sobretudo na muito ativa impulsora do movimento: a Junta de Defesa do Arma de Infanteria de Barcelona, dirigida pelo coronel Benito Márquez. No final de maio de 1917 produziu-se uma enérgica reação disciplinaria por parte do novo governo dirigido então por García Prieto, através do ministro de Guerra geral Aguilera: a detenção no castelo de Montjuich de vários de seus membros (dois tenentes, três capitães, um comandante, um tenente coronel e um coronel -Benito Márquez, o mais visível dirigente do movimento-). Não obstante, a constituição imediata de uma Junta Suplente, que recebeu a solidariedade das juntas de Artilharia e Engenheiros, e inclusive da Policia civil, em sua "respeitosa" petição de liberdade para os presos (1 de junho), supôs um espetacular aumento da tensão militar, o lançamento de um "órdago" que García Prieto não se viu com apoios suficientes para assumir (o papel do rei dada a natureza do assunto e sua especial #vinculação com o exército não pode obviar-se). Optou por demitir, depois do que Alfonso XIII encarrega formar governo a Eduardo Dato, que considerou oportuno ceder às reivindicações militares, libertando aos presos e legalizando as Juntas. Para manter uma postura firme de controle da situação, suspenderam-se as garantias constitucionais e incrementou-se a censura de imprensa.

#### Desafio político
A burguesia catalanista estava representada pela Liga Regionalista, liderada por Francês Cambó, e com uma base de poder local recentemente adquirida (a Mancomunidad catalã, surgida em 1914 por agregação das Diputaciones Provinciais e dirigida inicialmente por Prat da Beira, morrido neste mesmo ano de 1917). Em vista da crise aberta, Cambó exigiu ao governo a convocação de Cortes, que este não aceitou. Ante essa negativa, e a impossibilidade utilizar cauces parlamentares ordinários, pela não convocação de sessões do Congresso, uma grande parte dos deputados eleitos por circunscrições catalãs (48, todos menos os dos partidos "dinásticos"), se reuniram na chamada Assembleia de Parlamentares de Barcelona a primeiros de julho de 1917, que exigiu a convocação de eleições a Cortes Constituintes, face a uma nova organização do Estado que reconhecesse a autonomia das regiões. Também se exigiam medidas urgentes no terreno econômico e militar. A conexão deste movimento com o descontentamento econômico dos oficiais de faixa inferior das Juntas de Defesa era altamente improvável, mas não podia se descartar, ou ao menos a tentativa tornou-se explicita numa proclama da Assembleia, que pediu que:
Apesar de não representar uma parte demasiado ampla dos deputados totais (menos de 10%), se vivia um ambiente pré-revolucionário, que questionava as bases do sistema político da Restauração: o turno dos partidos dinásticos que tinham fundado Cánovas e Sagasta e o predomínio claro do poder executivo sobre o legislativo, com um papel arbitral do rei. A resposta de Dado foi declarar sediciosa a Assembleia, a suspensão de jornais e a ocupação militar de Barcelona. Em meados de julho, a Assembleia voltou-se a reunir no Salão de Juntas do Palácio do Parque da Cidadela, com a soma de vários deputados de outras regiões (até um número de 68), de partidos republicanos (Alejandro Lerroux), reformistas (Melquiades Álvarez) e o único deputado socialista (Pablo Iglesias Posse), que já estava a preparar o movimento huelguístico previsto para  o mês seguinte. Os reunidos lembraram que era "indispensável a convocação de Cortes que, em funções de Constituintes, possam deliberar sobre estes problemas [do país] e os resolver". Mas, acrescentavam, essas Cortes não poderão ser convocadas por um Governo de partido, sina por "um Governo que encarne e represente a vontade soberana do país". Lembraram também voltar a se reunir o 16 de agosto em Oviedo, mas a dissolução da Assembleia pela força pública -dia 19 de julho-, e os factos posteriores o impediram. A procurada participação ou aproximação de Antonio Maura não se produziu.

#### Desafio social
A cidade de Barcelona, capital econômica de Espanha, era especialmente conflitiva, como se tinha demonstrado na Semana Trágica de 1909. A crise social estava a enfrentar a um movimento operário, dividido entre socialistas e anarquistas, que utilizavam tanto métodos pacíficos (greves) como violentos (a acção directa dos atentados às vezes indiscriminados, como o do Liceo de Barcelona em 1893) e uma patronal que utilizava todo o tipo de tácticas (desde os esquiroles ao pistolerismo). O movimento operário em outras partes de Espanha estava menos desenvolvido, mas viu a oportunidade de aproveitar a debilidade do confronto entre burguesia industrial e governo: a UGT (sindicato socialista, mais implantado em Madri e País Basco) convocou uma greve geral revolucionária (agosto de 1917), que recebeu o apoio da CNT (sindicato anarquista, maioritário em Cataluña). Os dois sindicatos vinham aproximando para uma unidade, ao menos nas ações, desde a greve de dezembro de 1916 e o chamado Pacto de Zaragoza. O acordo para uma greve geral foi assinado em Madri no final de março de 1917 pelos ugetistas Julián Besteiro e Francisco Longo Caballero, e os cenetistas Salvador Segui e Ángel Flange, e incluía um extenso manifesto:
Chegou-se a negociar, ante a oposição dos anarquistas, com partidos burgueses, destacadamente os republicanos de Alejandro Lerroux. Falou-se da constituição de um governo provisório, que tivesse tido à figura mais moderada de Melquiades Álvarez como presidente e Pablo Iglesias de ministro de trabalho.
A difusão da convocação de greve incluiu alguma ambiguidade, pois se num princípio falava-se de uma greve "revolucionária", em comunicações posteriores fazia-se questão de seu carácter "pacífico". Sobretudo desde a UGT tentou-se conscientemente evitar as greves parciais, sectoriais e locais. Não obstante, o tempo prolongado para a preparação da greve operou em sua contra. As detenções dos assinantes do manifesto, o fechamento da Casa do Povo (lugar de reuniões dos socialistas) e diferentes manobras do governo fizeram que tivesse uma dispersão de esforços, singularmente a greve do sindicato ferroviário de UGT de Valencia -9 de agosto- em protesto pelas detenções, mas com motivos trabalhistas internos, que precipitou a soma das demais secções do sindicato por todo o país entre o 10 e o 13 de agosto.
Ainda assim, ao começar a greve conseguiu-se paralisar as atividades em quase todas as grandes zonas industriais (Vizcaya e Barcelona, inclusive algumas menores como Yecla e Villena), urbanas (Madri, Valencia, Zaragoza, A Corunha), e mineiras (Rio Tinto, Jaén, Astúrias e León); mas só durante uns poucos dias, no máximo uma semana. Nas cidades pequenas e as zonas rurais não teve mal repercussão. As comunicações ferroviárias, um sector finque, não se viram alteradas por muito tempo.

### A conclusão

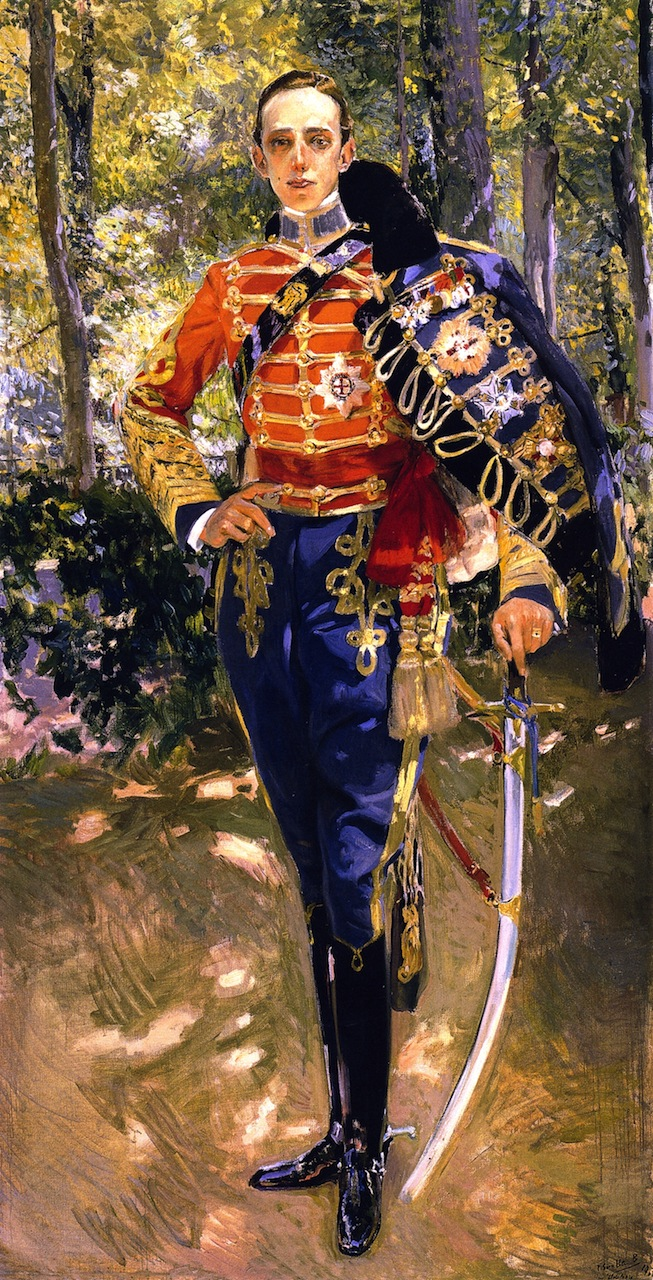
Alfonso XIII em uniforme de capitão de húsares, por Joaquín Sorolla. O retrato foi pintado em 1907, dez anos dantes destes factos, mas mostra a busca de identificação do rei com o exército. O jovem Borbón, filho póstumo de Alfonso XII o Pacificador (proclamado rei mediante um pronunciamento militar depois do sexenio revolucionário), foi coroado a sua maioria de idade (1902) e casado em 1906, momento em que saiu vivo de um atentado (a bomba arrojada pelo anarquista Mateo Morral na Rua Maior de Madri).

Temia-se que o triplo desafio ao governo (militar, catalanista e proletário) desembocasse numa revolução similar à russa; mas o que ocorreu é que o exército não duvidou em pôr às ordens do governo para reprimir a greve, no que empregou três dias, a excepção de algumas zonas como as bacias mineiras asturianas, nas quais o conflito durou para perto de um mês. O próprio coronel Márquez destacou-se na repressão da revolta em Sabadell. A intervenção do exército além de muito violenta com os grevistas, chegou até extremos pouco respeitosos com as instituições, como foi a violação da imunidade parlamentar de um deputado republicano, detido pelo Capitão Geral da Catalunha.
Enquanto, a Lliga, temerosa da agitação social, aceitou apoiar a um governo de concentração nacional, promovido ativamente pelo rei, presidido de novo pelo liberal García Prieto e que incluía a Cambó, com o compromisso de celebrar eleições ao ano seguinte (fevereiro de 1918), cujo resultado foi incerto, sem maioria absoluta de nenhum dos partidos. Esta situação era inédita, já que o usual era que os governos -monocolores-, que chegavam ao poder não por ganhar as eleições, sina ao ser chamados pelo rei, preparassem convenientemente as eleições (mediante o conveniente encasilado de candidatos, cuja eleição estava garantida pelo caciquismo e o pucherazo ou fraude descarado em caso necessário) e obtivessem um parlamento fácil de controlar. Neste caso, a composição multipartidista impediu-o, o que obrigou a um novo governo de concentração, desta vez presidido por Maura. O mesmo ocorreu nas seguintes eleições, de junho de 1919. A recuperação do tradicional turnismo não ocorreu até as eleições de dezembro de 1920, organizadas em solitário por Dado.

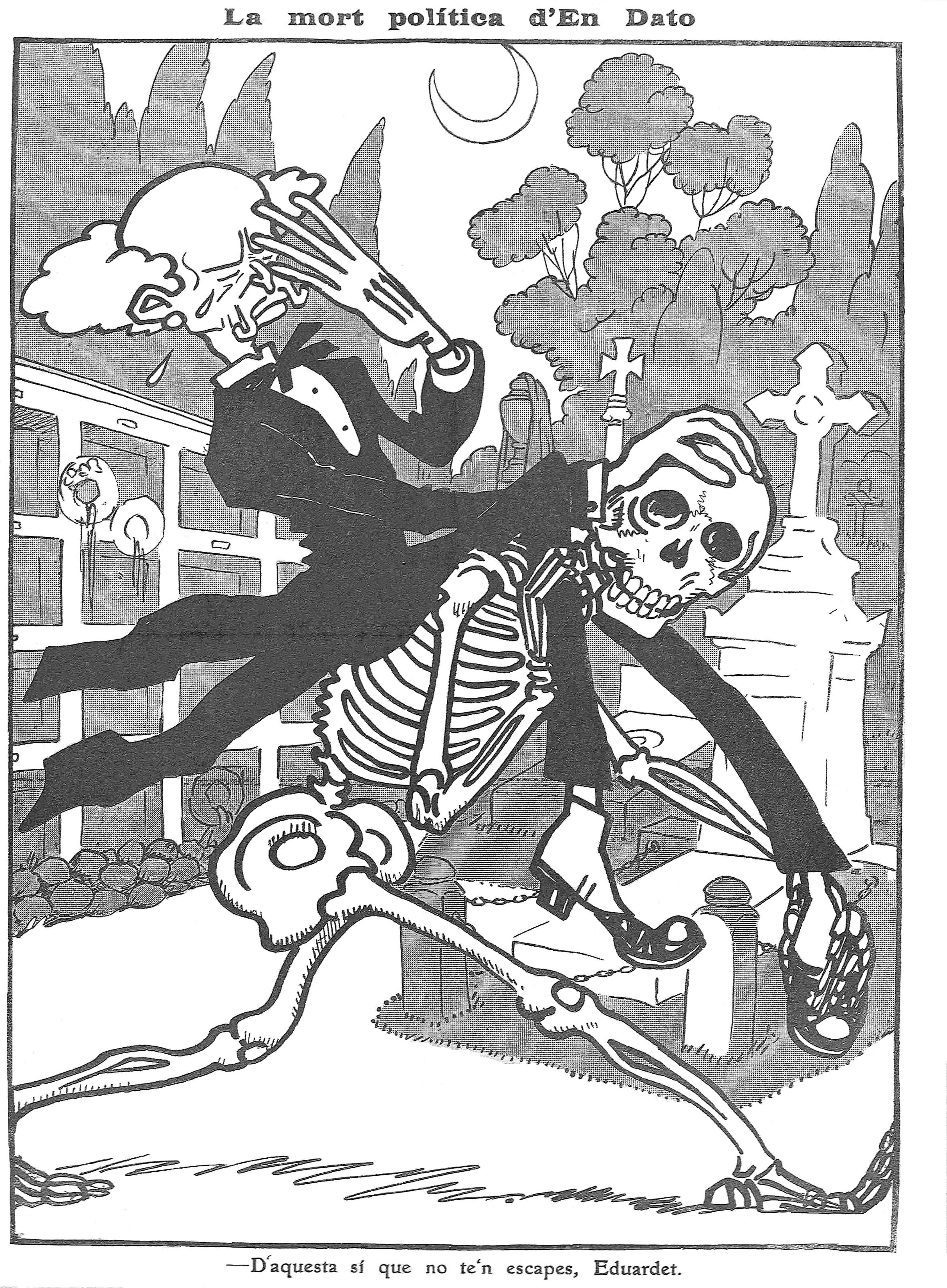
Caricatura do presidente do governo Eduardo Dato aparecida no Sino de Graça de Barcelona titulada "A morte política do Sr. Dato". O pé diz: "Desta sim não se escapas, Eduardito".

Durante agosto de 1917, os membros do comité de greve, entre os que destacavam os futuros líderes socialistas Francisco Longo Caballero e Julián Besteiro (Pablo Iglesias Posse estava em seus últimos anos de vida) foram detidos, julgados e encarcerados com uma condenação a corrente perpétua, ainda que isso não impediu que nas eleições de fevereiro de 1918 todos fossem eleitos deputados. O escândalo de manter presos a deputados inviolables conduziu a seu excarcelación depois de uma ampla campanha que contou com o apoio de intelectuais como Manuel García Morente, Gumersindo de Azcárate ou Gabriel Alomar. Indalecio Prieto tinha fugido a França e pôde regressar a tomar posse de sua acta de deputado (abril de 1918). Outros presos do comité de greve foram Daniel Anguiano e Andrés Saborit. O republicano Marcelino Domingo foi indultado em novembro. O resultado em cifras da repressão foi ao todo 71 mortos 156 feridos e uns dois mil detentos.
Saíram reforçados tanto o papel do rei como o do exército na vida pública, e a estreita relação existente entre ambas instituições. Aumentou a desafección de amplas capas da população (intelectuais, classe operária, classes médias) em frente ao sistema político, que desde finais do XIX vinha recebendo as críticas regeneracionistas, como as de Joaquín Costa, que pediam um cirujano de ferro. Esta figura ou recurso retórico, de identificação controvertida, finalmente, à seguinte crise de gravidade (o desastre de Annual), seria encarnada pela instituição que se demonstrou mais poderosa: o exército, especificada na pessoa do capitão geral de Barcelona: Miguel Primo de Rivera, que, estimulado pela burguesia catalã e ante a aquiescencia do rei, assumiria todo o poder numa Ditadura (1923).